# Gilbert Augustin Thierry

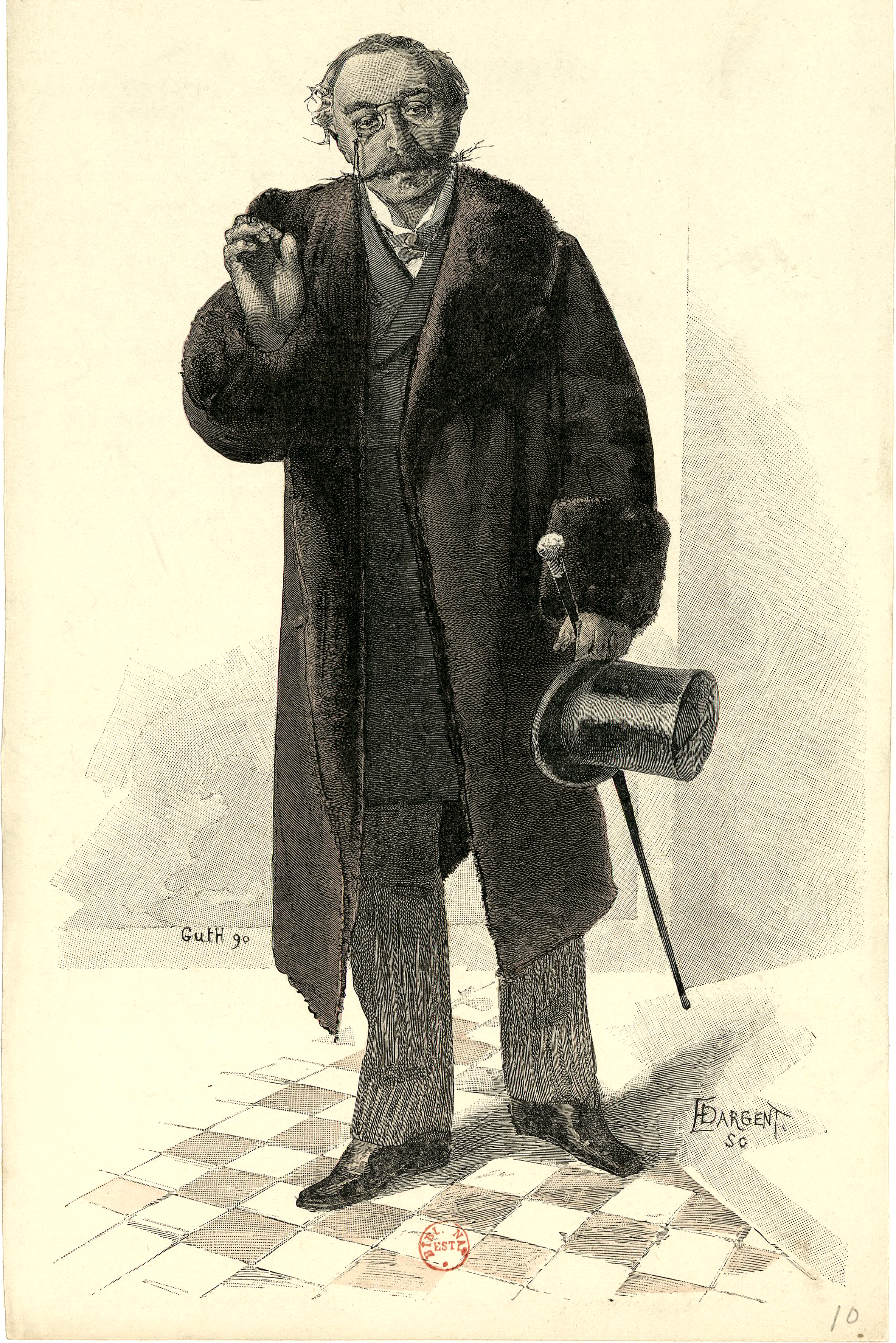
Gilbert Augustin Thierry

Gilbert Augustin Thierry (skrev sig Augustin-Thierry), född den 11 februari 1840 i Paris, död där den 27 november 1915, var en fransk författare. Han var son till Amédée Thierry.
Thierry ägnade sig åt historiska studier och författarskap. År 1875 debuterade han med en historisk roman, följd 1882 av en roman från 1813 års Vendée, Le capitaine Sans-Fafon. Av hans följande arbeten, som i regel lägger an på spännande intrig och sysslar mycket med övernaturliga krafter, kan nämnas Marja (1887), La tresse blonde (1888), La Savelli (1890), Le masque (1894) och Le stigmate (1898) – till jämförelse med dessa böcker har man nämnt E.T.A. Hoffmanns och Poes arbeten. Thierry var även verksam som tidningsman.